# 粗糙双指鳞虫
粗糙双指鳞虫（学名：Iphione muricata）为多鳞虫科双指鳞虫属的动物。分布于南非、东非、红海、印度太平洋、越南、菲律宾、日本以及中国南海等海域，属于亚热带种。其一般生活于环热带。